# Tibor Chovanec
Tibor Chovanec [chovaněc] (* 8. září 1961) je bývalý slovenský fotbalista.

## Fotbalová kariéra
V lize hrál za ZŤS Petržalka, Bohemians Praha, znovu za ZŤS Petržalka a za Inter Bratislava. V lize nastoupil ve 24 utkáních.